# Cachoeiras de Macacu
Cachoeiras de Macacu este un oraș în unitatea federativă Rio de Janeiro (RJ), Brazilia.